# Alex Gordon
Alex Gordo (Pensacola, Florida, 12 de octubre de 1985) es un jugador de baloncesto estadounidense que pertenece a la plantilla del VEF Riga de la VTB United League. Con 1,83 metros de estatura, juega en la posición de base.

## Trayectoria deportiva
Gordo jugó durante 4 años en los Vanderbilt Commodores y tras no ser elegido en el Draft de la NBA de 2008, dio el salto a Turquía donde jugaría la mayoría de su trayectoria deportiva.
Jugaría en Francia durante dos temporadas en las filas del Chorale Roanne Basket y JSF Nanterre, una en Alemania y otra en Bielorrusia. En 2015, jugaría en la República Dominicana en las filas de los Titanes del Licey.
En marzo de 2017 fichó por el VEF Riga de Letonia, que compite en la VTB United League.